# 馬欽達

馬欽達是赤道畿內亞的城鎮，由濱海省負責管轄，位於該國大陸西北部，海拔高度631米，當地的主要語言是西班牙語，2005年人口估計為2,897。
1°53′N 9°58′E / 1.883°N 9.967°E